# Toomas Liivak
Toomas Liivak, né le 10 septembre 1970, à Tartu, en République socialiste soviétique d'Estonie, est un ancien joueur estonien de basket-ball. Il évolue durant sa carrière au poste d'arrière.